# Trevor Stewart (atlet)
Trevor Stewart (født 20. maj 1997) er en amerikansk atlet, der konkurrerer i sprint.
Han vandt guld for USA i 4×400 meter ved sommer-OL 2020 i Tokyo.